# Parsec (revista)
Parsec fue una revista de ciencia ficción que se publicó en Buenos Aires, Argentina, entre mayo y octubre de 1984, editándose 6 números de la misma.
Estuvo a cargo de Daniel R. Mourelle como director ejecutivo y Sergio Gaut vel Hartman como director editorial. Fue una publicación de Ediciones Filofalsía/Taller de Ediciones Independientes (T.E.I), y un intento de cubrir el flanco "popular" de la ciencia ficción en Argentina, compensando de algún modo la tendencia "intelectual" que por entonces ostentaban las revistas que dirigió Marcial Souto (primero El Péndulo, luego Minotauro y de nuevo El Péndulo), abarcando la primera mitad de la década de 1980. 
La revista Parsec buscó publicar un material afín a la línea de la revista Más Allá, pionera del género en Argentina (a pesar de que existieron otros intentos menos exitosos como Hombres del Futuro y Urania) presentando autores como Mario Levrero, Robert Sheckley, George R. R. Martin, Fritz Leiber y Theodore Sturgeon junto a valores locales como Angélica Gorodischer, Eduardo J. Carletti, Tarik Carson, Eduardo Abel Giménez y Sergio Gaut vel Hartman. La inestable situación económica de Argentina en ese momento, con altas tasas de inflación, impidieron que el proyecto se instalara en el mercado editorial del país.